# Nages
Nages es una localidad francesa situada en el departamento del Tarn,  en la región de Mediodía-Pirineos, con 330 habitantes. 

## Demografía
| 589 | 494 | 387 | 330 | 321 | 330 |
| Para los censos de 1962 a 1999 la población legal corresponde a la población sin duplicidades (Fuente: INSEE [Consultar]) |     |     |     |     |     |

## Localidades limítrofes
Nages está rodeada por los municipios de La Salvetat-sur-Agout,  Fraisse-sur-Agout, Lamontélarié, Lacaune, Moulin-Mage, Barre, Murat-sur-Vèbre.

## Parroquias de Nages
- Saint-Victor
- Notre-Dame-de-Villelongue (Parroquia creada en 1734)
- Saint-Pierre-de-Tastavi (Parroquia creada el 30/1/1839)
- Notre-Dame-de-Condomines (Parroquia creada el 20/2/1846)

## Sitios y monumentos

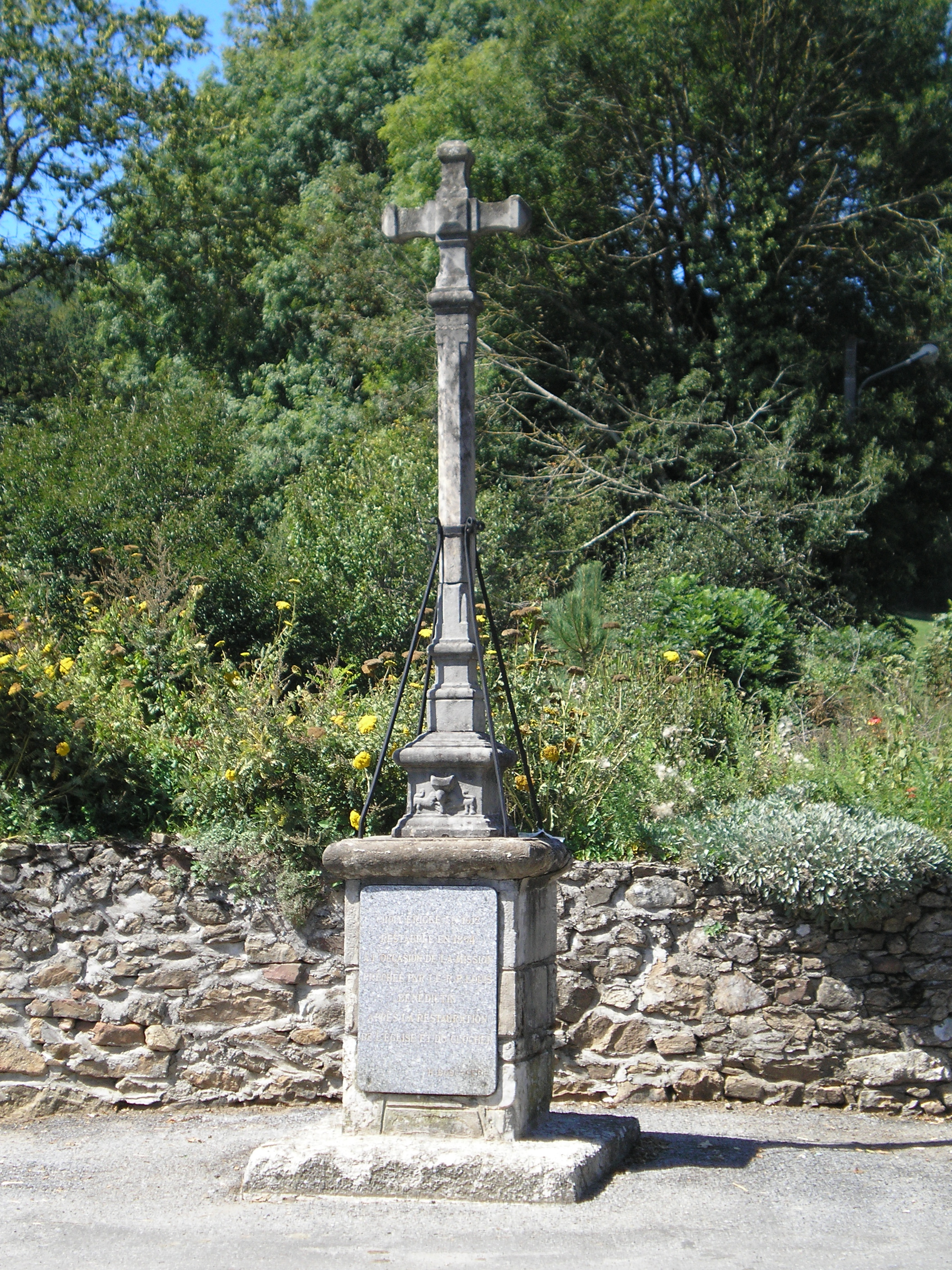
Cruz (1612)

- Castillo de Nages
- Museo de Rieumontagné
- Museo de Tastavy
- Lago del Laouzas.Cruz (1612)